# Порог (Кіриський район)
Порог (рос. Порог) — присілок у Кіриському районі Ленінградської області Російської Федерації.
Населення становить 10 осіб. Належить до муніципального утворення Пчовжинське сільське поселення.

## Історія
Згідно із законом від 1 вересня 2004 року № 49-оз органом  місцевого самоврядування є Пчовжинське сільське поселення.

## Населення
| 1879 | 1910 | 1928 | 1965 | 1997 | 2002 | 2007 |
| ---- | ---- | ---- | ---- | ---- | ---- | ---- |
| 107  | ↗158 | ↗216 | ↘108 | ↘8   | ↗18  | ↘3   |
| 2010 | 2017 |      |      |      |      |      |
| ↗8   | ↗10  |      |      |      |      |      |